# スモーキング・ブギ 其の二
スモーキング・ブギの新井武士氏が作ったアンサーソング。
アルバム「俺だけの唄のなかで」に収録されている。